# Lotnisko Włocławek-Kruszyn
Lotnisko Włocławek-Kruszyn (kod ICAO: EPWK) – cywilne lotnisko obsługiwane przez Aeroklub Włocławski. Lotnisko położone jest w Kruszynie, około 11 kilometrów od centrum Włocławka. Lotnisko posiada jeden pas o kierunkach 086/266 o długości 1000 metrów oraz jeden pas o długości 600 metrów i kierunkach 176/356, oba po 100 metrów szerokości. Lotnisko zostało wybudowane w latach 1962–1965, otwarte 19 stycznia 1965.
Na lotnisku kilkanaście razy do roku są organizowane zawody spadochroniarzy, mikrolotowe, samolotowe, szybowcowe na celność lądowania, balonowe oraz modelarskie.
Na lotnisku Włocławek-Kruszyn mieści się również niezależna od Aeroklubu Włocławskiego firma SKYdive oferująca skoki tandemowe oraz szkolenia AFF.
Strefa SKYdive na lotnisku Kruszyn jest profesjonalnie przygotowana do prowadzenia nowoczesnych i bezpiecznych szkoleń i skoków spadochronowych. Do skoków używany jest samolot L-410 Turbolet.